# تلول الذهب

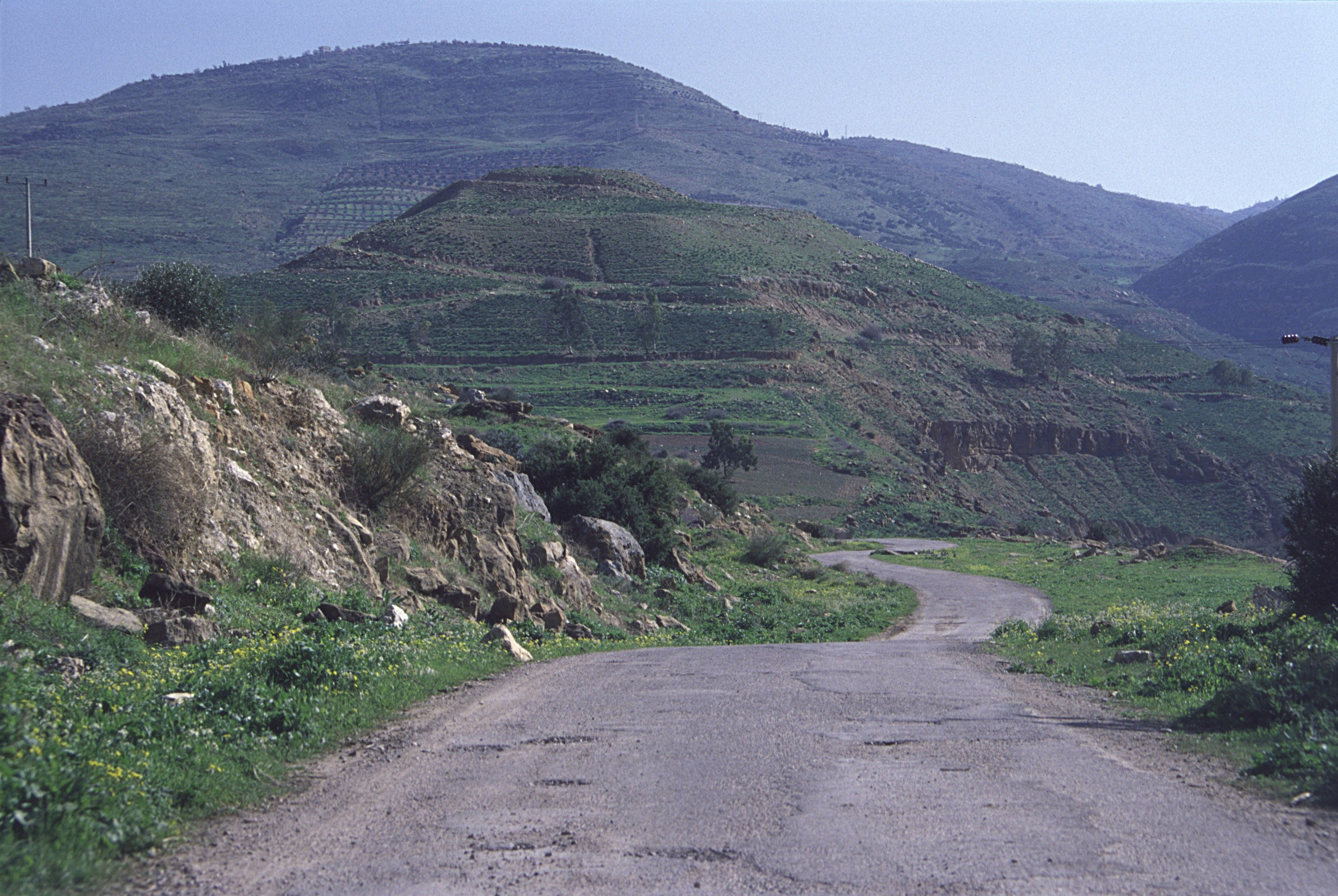
تلال الذهب في الربيع.

تلول الذهب، الواقعة في الأردن، وهما تلان متجاورتان في وادي نهر الزرقاء، على بعد ساعة بالسيارة شمال غرب العاصمة الأردنية عمان. غرب التلان التوأم، والمعروف باسم تل الضهب الغربي، كان يسكنها على الأقل من العصر البرونزي إلى العصور القديمة المتأخرة، ومن الممكن أيضًا بداية الاستيطان في العصر الحجري الحديث. بعد انهيار المباني القديمة ربما بسبب زلزال في العصور القديمة المتأخرة، لم يكن هناك مستوطنة لاحقة على الموقع. بسبب الاسم المؤسف ("تل الذهب") كانت هناك اضطرابات واسعة النطاق في الآونة الأخيرة.

## الموقع

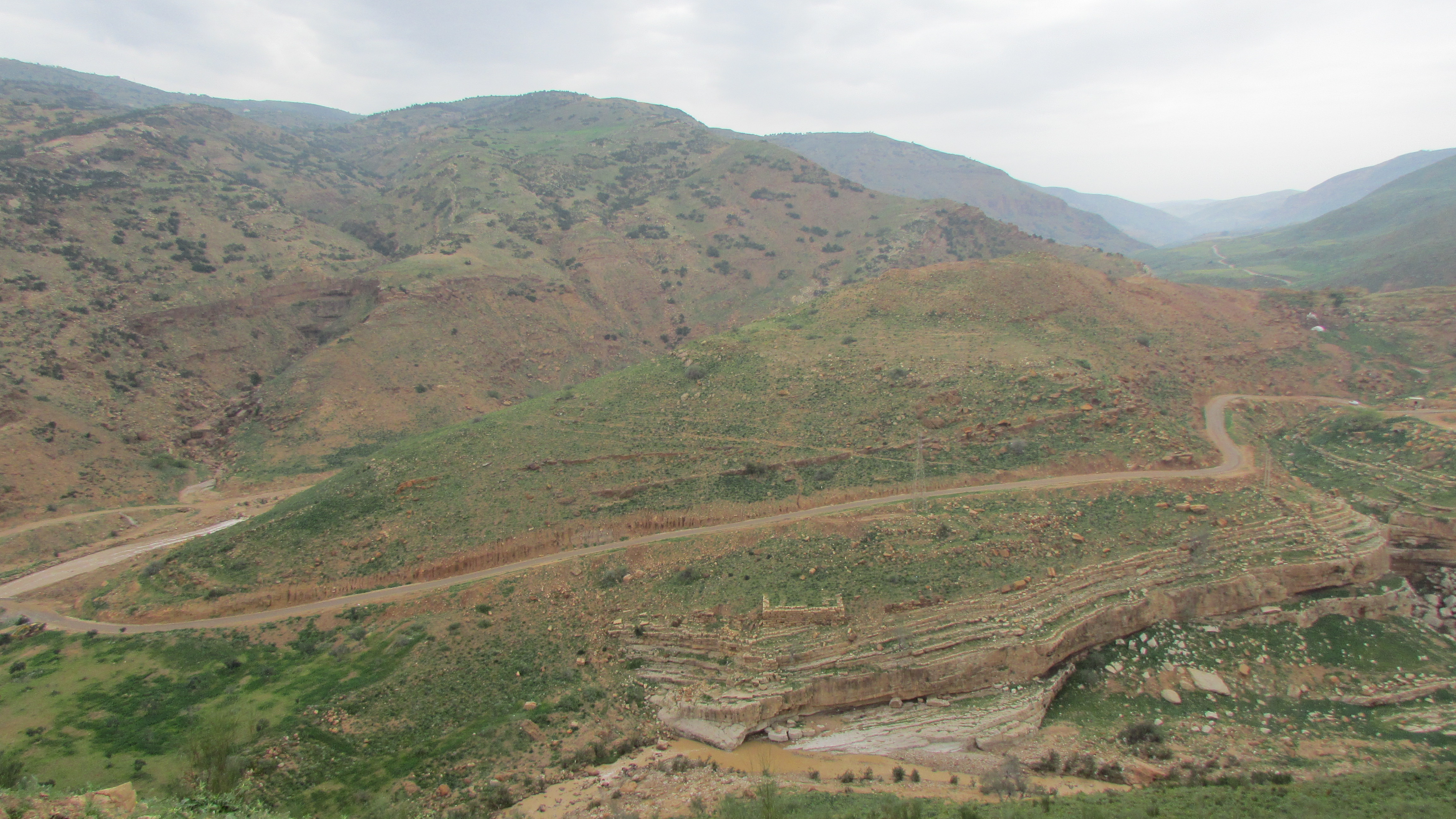
تل الذهب الشرقي.

تقع التلال المزدوجة حوالي 35 كم فقط شمال غرب العاصمة الأردنية، عمان - في وادي نهر الزرقاء. عرقل التلان التوأم الطريق إلى وادي الزرقاء متجهًا شرقًا. وكان على المتجولون القدماء الدخول في وادي الزرقاء والتوجه إلى وادي حجاج، وهو أقصر طريق إلى منطقة مستوطنة العمونيين. هذا هو السبب في أن تلال الذهب كان حتى بناء الطريق الروماني عند مخرج وادي الزرقاء في وادي الأردن بالقرب من قرية أبو زيغان الحالية، ذات أهمية إستراتيجية عالية.

## الاكتشاف

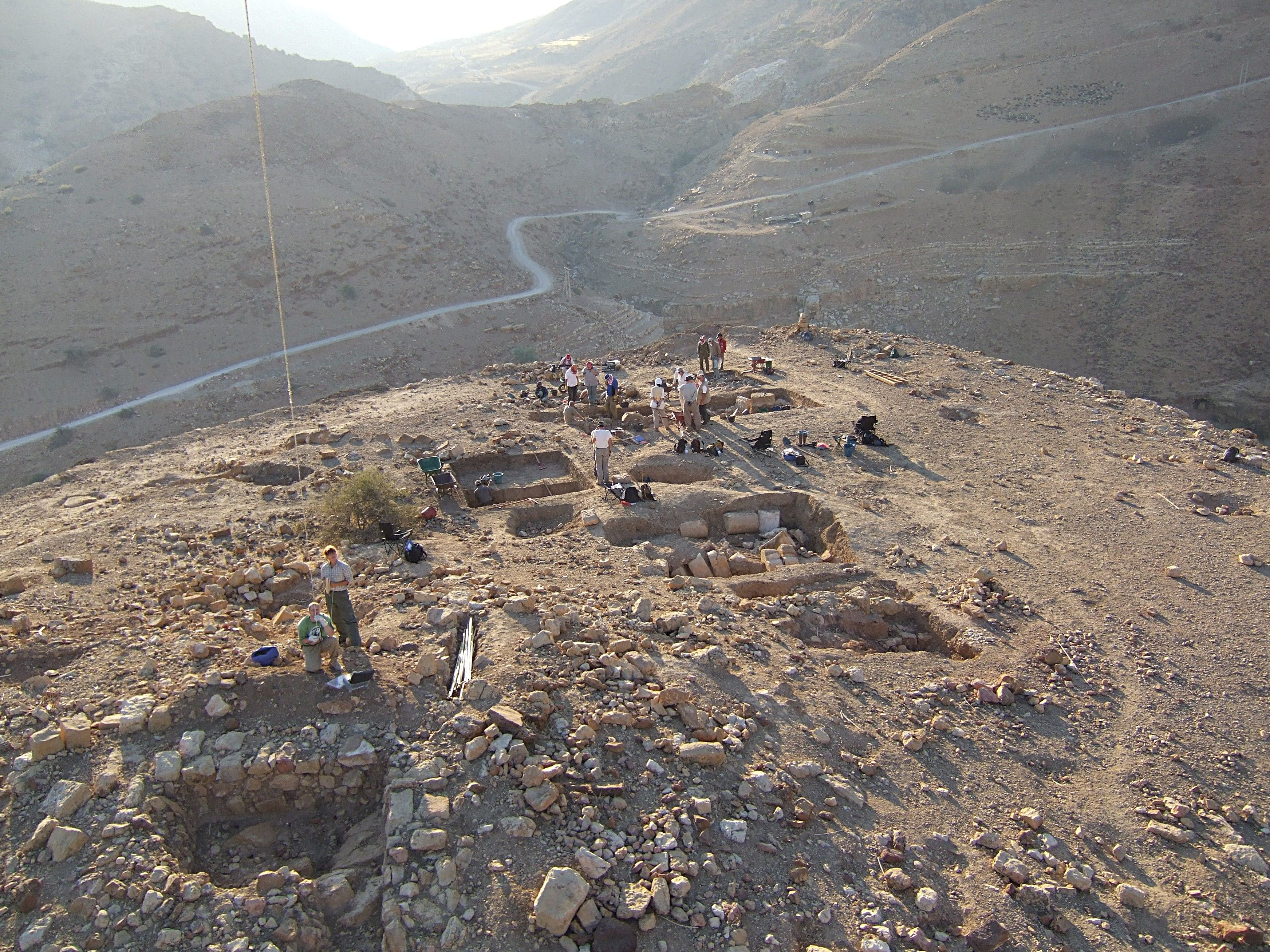
حملة التنقيب 2008 في الفجر.

تم تأكيد البحث في أواخر القرن التاسع عشر والعشرون من خلال وصف تلال الذهب بواسطة إس ميريل (1878، 1881)، ج. غوستاف دالمان، شتايرناجل وأخرين. وأجريت دراسات استقصائية طبوغرافية بحلول عام 1955. لكن عالما الآثار الأمريكيان روبرت ل. جوردون وليندا إي. فيليرز قاما بإجراء مسح رئيسي في عامي 1980 و 1982. وقد نشرا أول خريطة للآثار التي لا تزال قائمة ومرئية في هذا الوقت.

## الحفريات منذ عام 2005

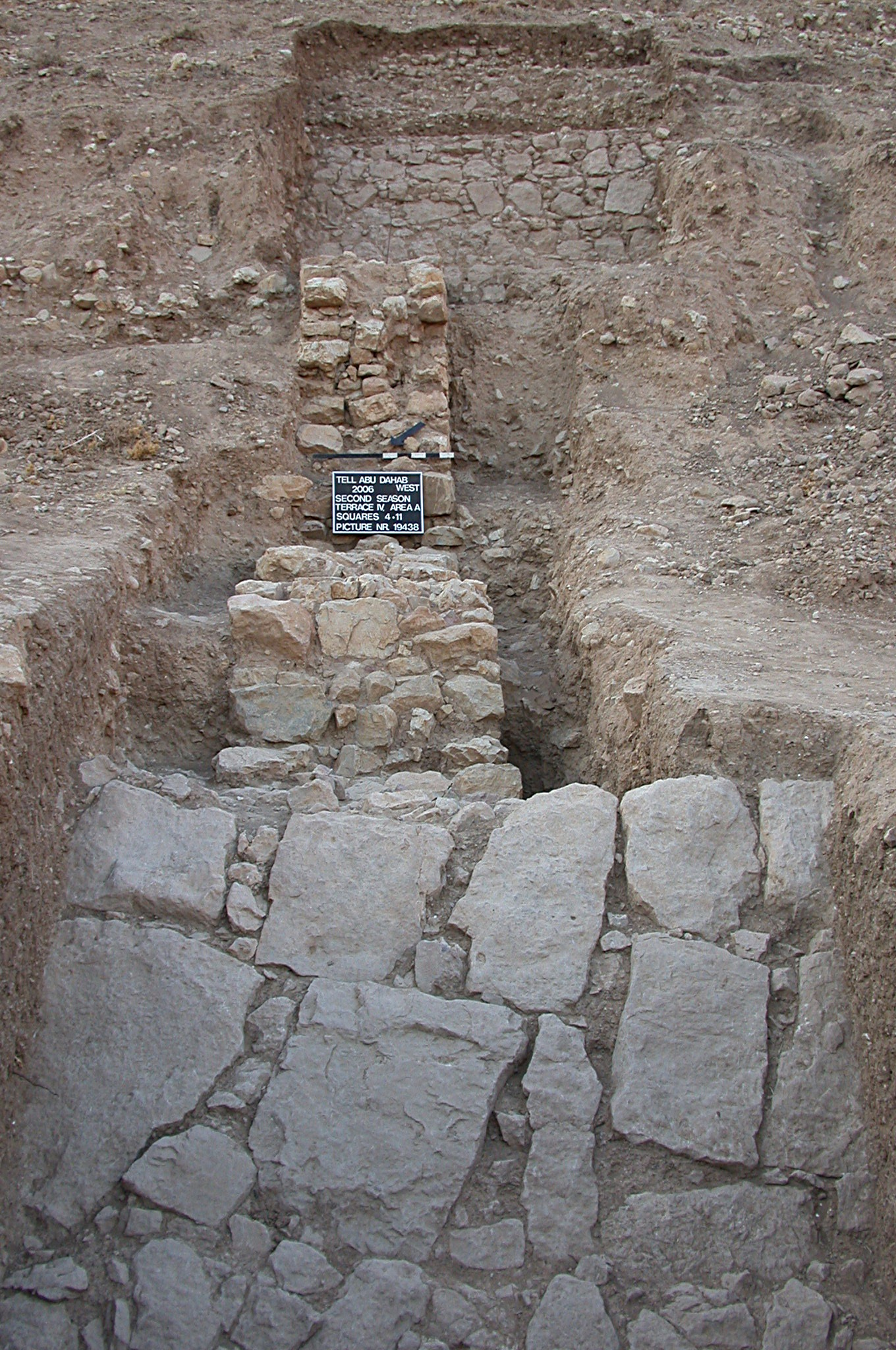
الأسوار في غرب التل.

قام فريق من جامعة دورتموند للتكنولوجيا، تحت إشراف البروفيسور الدكتور توماس بولا، بالتحقيق بالتعاون مع دائرة الآثار الأردنية (DoA) غرب التلة عن كثب منذ عام 2005. ومنذ عام 2006 انضم فريق من جامعة بازل إلى الحفريات. وهم منخرطون في التنقيب الجيومغناطيسي، والمسح ثلاثي الأبعاد للمجسمات ثلاثية الأبعاد، وإنتاج صور جوية قريبة المدى لأغراض التصوير الفوتوغرافي للموقع. بالإضافة إلى أعمال جوردن في 1980/82. يوجد الآن لأول مرة خريطة مفصلة لموقع الحفريات بأكمله الذي يتم فيه قياس جميع القطع الأثرية المرئية.

## وصلات خارجية
وصلات خارجية لصور تل الذهب من أرشيف المركز الأمريكي للأبحاث الشرقية.
- تل الذهب الغربي-الأردن.
- تل الذهب الغربي، العمود الهلنستي - الأردن.